# Elisabetta Sanna
Elisabetta Sanna, född 23 april 1788 i Codrongianos, Sassari, Kungariket Sardinien, död 17 februari 1857 i Rom, Kyrkostaten, var en italiensk romersk-katolsk franciskantertiar. Hon saligförklarades år 2016.

## Biografi
I barndomen drabbades Sanna av smittkoppor och kom att bli funktionshindrad. År 1807 gifte hon sig med Antonio Porcu och paret fick med tiden sju barn. Maken avled 1825. 
Sanna lärde senare känna prästen Vincenzo Pallotti, som blev hennes själasörjare. I Rom undervisade Sanna barn i katekesen och förberedde dem för den första kommunionen. Därutöver besökte hon sjuka i deras hem och på Ospedale degli Incurabili och sökte skänka dem tröst.